# Kuro-obi
Kuro-obi (黒帯) (em japonês, "Faixa-Preta") é um filme de artes marciais do diretor Shunichi Nagasaki, lançado em 2007 e que traz entre seus atores principais alguns dos mais importantes caratecas do Japão. Vem sendo aclamado justamente pelo realismo de suas cenas de luta que, ao contrário da tendência atual do cinema, não apelam para dublês, nem para efeitos especiais, mas apenas para a técnica refinada de seus atores.

## Elenco
- Akihito Yagi (Giryu) - karateca de 5º Dan do estilo Goju-ryu
- Tatsuya Naka (Taikan) - karateca de 6º Dan do estilo Shotokan
- Yuji Suzuki (Choei) - karateca de 1º Dan do estilo Kyokushin
- Shinya Ohwada (Sensei Eiken Shibahara)
- Kenji Anan
- Arashi Fukasawa
- Hakuryu (Capitão Tanahara)
- Takayasu Komiya
- Yosuke Natsuki
- Masahiro Sudo
- Taro Suwa
- Kimika Yoshino